# Sport Club Corinthians Paulista
L'Sport Club Corinthians Paulista (Timão, l'equip del poble, el totpoderós) és un club esportiu, destacat en futbol, brasiler de la ciutat de São Paulo a l'estat de São Paulo.

## Història
L'1 de setembre de 1910, un grup de treballadors del barri de Bom Retiro decidiren crear un club. La seva idea era crear un club de futbol obert a tothom, ja que, aleshores, els clubs futbolístics solien ésser elitistes i sovint restringits a membres de diverses comunitats d'immigrants, com ara britànics o alemanys. La fundació del club coincidí amb una visita del club amateur anglès Corinthian FC, que havia guanyat els sis partits que havia disputat a Rio de Janeiro i São Paulo. Els fundadors decidiren anomenar el nou club "Sport Club Corinthians Paulista", en homenatge a l'onze britànic.
El seu primer gran triomf fou al campionat paulista de 1914. El 1930, quan encara no existia un campionat nacional, es disputà un partit entre els campions estatals de São Paulo i Rio de Janeiro. Corinthians vencé el Vasco da Gama a domicili per 4-2 i fou nomenat "campió de campions". Fins a l'any 2019, va guanyar 2 Campionat del Món de Clubs de futbol, 1 Copa Libertadores, 7 campionats brasilers i 30 campionats estatals. La mascota oficial del club és un mosqueter.

## Estadis
Al llarg de la seva història, el Corinthians ha jugat als següents estadis:
- Campo do Lenheiro: 1910-1918.
- Estádio da Ponte Grande: 1918-1928.
- Parque São Jorge: 1928-2007. Porta el nom de l'expresident del club Alfredo Schürig.
- Estádio do Pacaembu: Des de 1940. Estadi municipal de São Paulo.
- Arena Corinthians: Des de 2014. L'estadi es construí per a albergar partits de la Copa del Món de Futbol de 2014, amb una capacitat aproximat de 65 mil persones.

## Palmarès
- 2 Campionat del Món de Clubs de futbol: 2000, 2012
- 1 Copa Libertadores: 2012
- 1 Petita Copa del Món: 1953
- 7 Campionat brasiler de futbol: 1990, 1998, 1999, 2005, 2011, 2015, 2017
- 1 Copa brasilera de futbol: 1995, 2002, 2009
- 1 Supercopa brasilera de futbol: 1991
- 30 Campionat paulista: 1914, 1916, 1922, 1923, 1924, 1928, 1929, 1930, 1937, 1938, 1939, 1941, 1951, 1952, 1954, 1977, 1979, 1982, 1983, 1988, 1995, 1997, 1999, 2001, 2003, 2009, 2013, 2017, 2018, 2019
- 5 Torneig Rio-São Paulo: 1950, 1953, 1954, 1966, 2002
- 1 Copa Bandeirantes: 1994

## Evolució de l'uniforme
|  | 1910 | 1916-Present | 1954-Present | 1990 | 1996 | 2000 | 2005 | 1972, 2007, 2008 |

## Jugadors destacats
|  | - Amílcar - Baltazar - Basílio - Biro-Biro - Brandão - Casagrande - Carbone - Cláudio - Armando Del Debbio - Dida - Ditão | - Domingos da Guia - Edílson - Felipe - Flávio - Carlos Gamarra - Gilmar - Grané - Idário - Jaú - Luizao - Luizinho | - Marcelinho Carioca - Neco - Neto - Oreco - Palhinha - Paulinho - Ralf - Ricardinho - Freddy Rincón - Rivellino - Roberto | - Ronaldo - Ronaldo Giovanelli - Servílio - Sócrates - Teleco - Tévez - Vampeta - Viola - Zé Maria |

## Entrenadors destacats
- Osvaldo Brandão
- Vanderlei Luxemburgo
- Oswaldo de Oliveira
- Carlos Alberto Parreira
- Tite

## Seccions
A més de l'equip de futbol l'equip té seccions de basquetbol, voleibol, handbol, taekwondo, judo, natació, tennis i futbol sala. És considerat el segon club més popular del país, amb uns 28 milions de fans

## Galeria

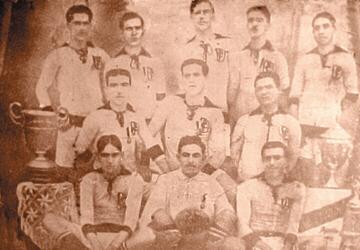
Equip campió el 1914.
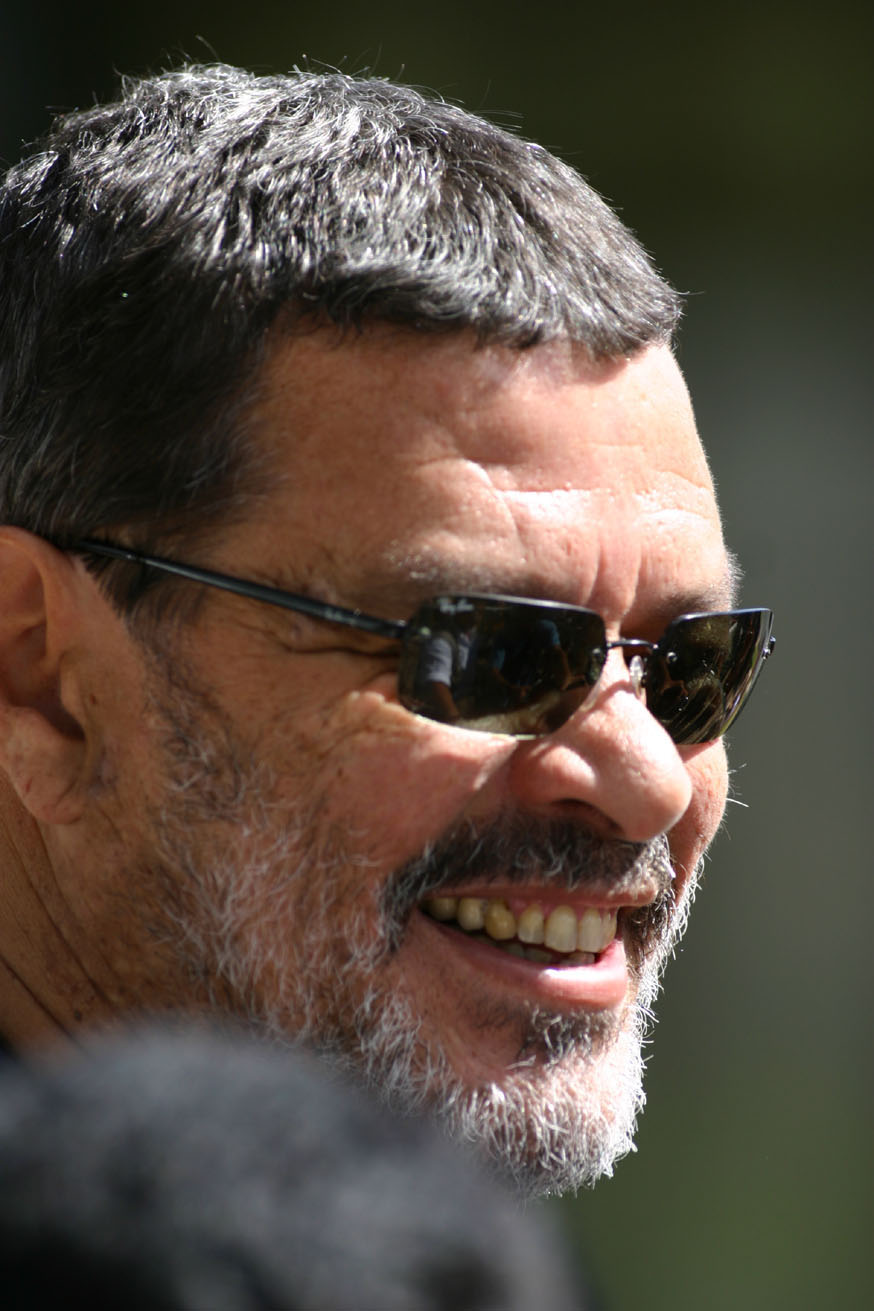
Sócrates.
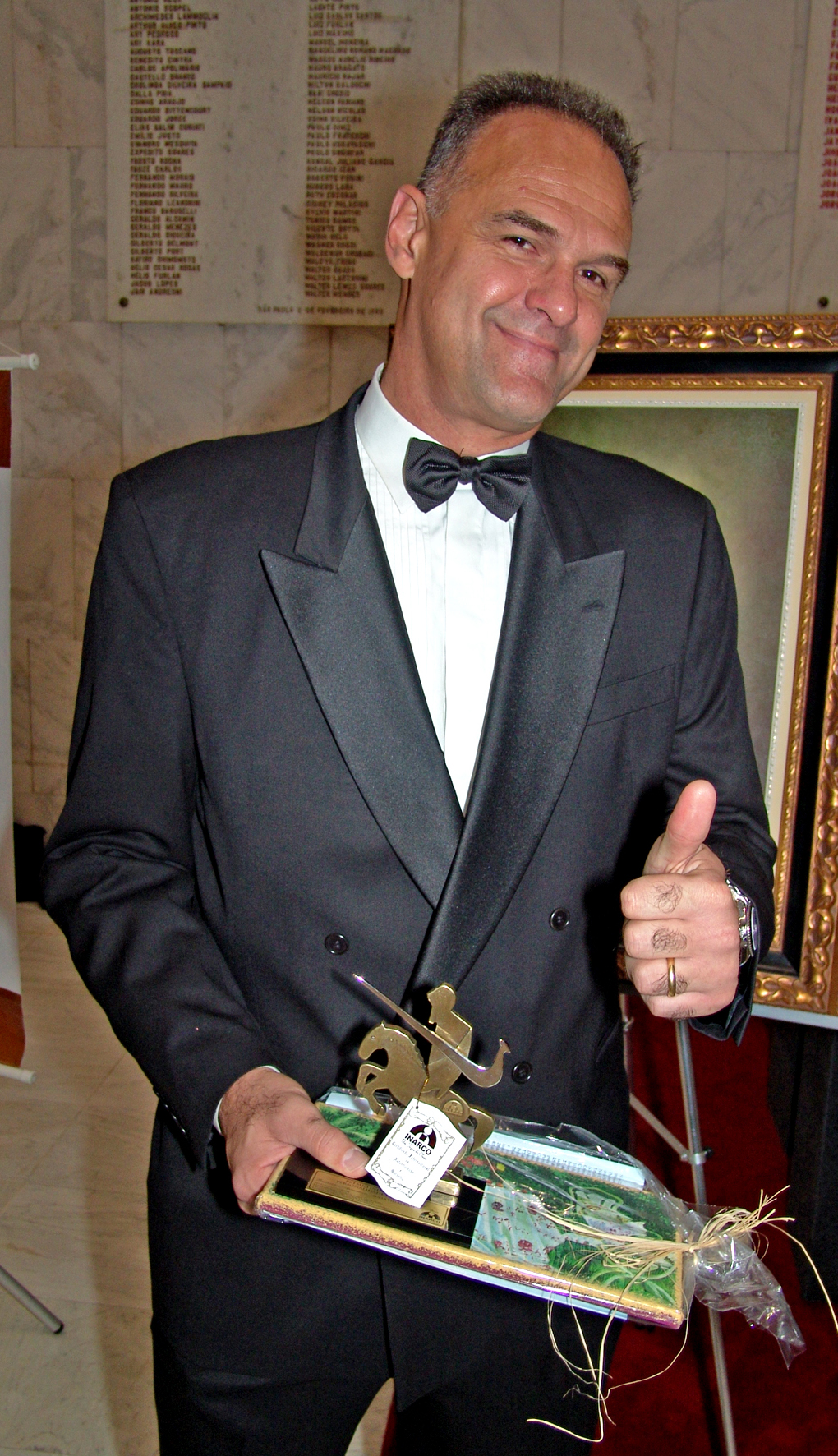
Oscar jugador de bàsquet de Corinthians.
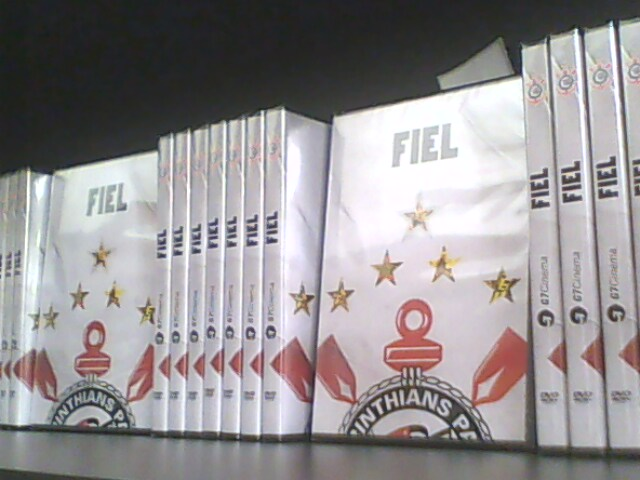
Pel·lícula Fiel a la botiga del club.
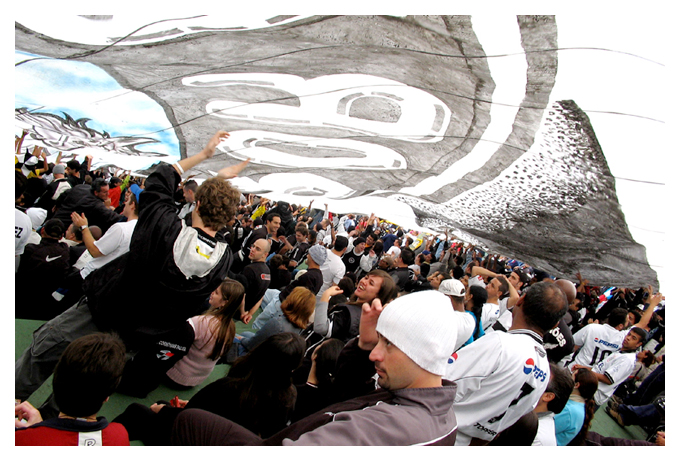
Seguidors.
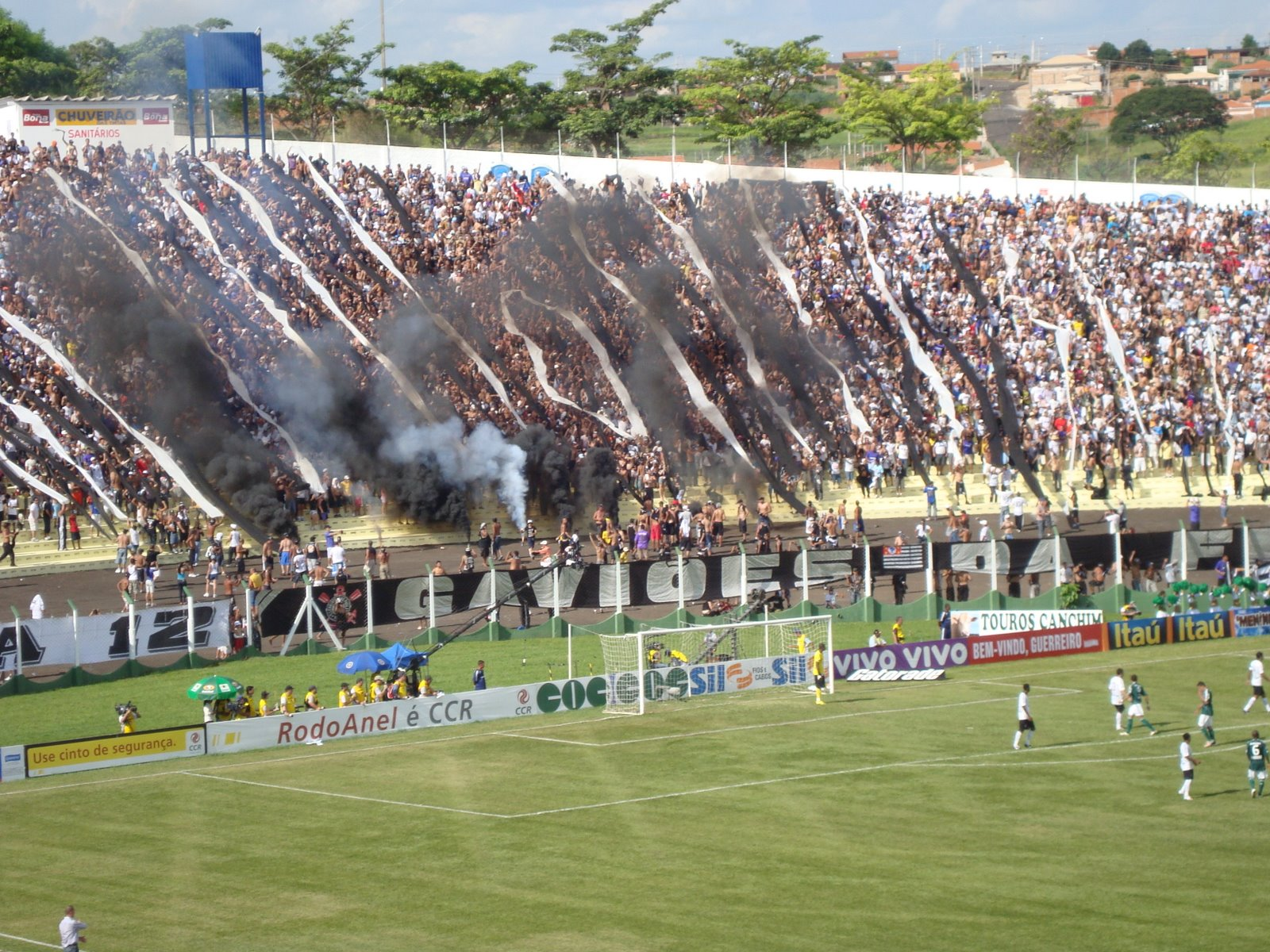
Derbi a l'estadi Prudentão entre Corinthians i Palmeiras el 2009.
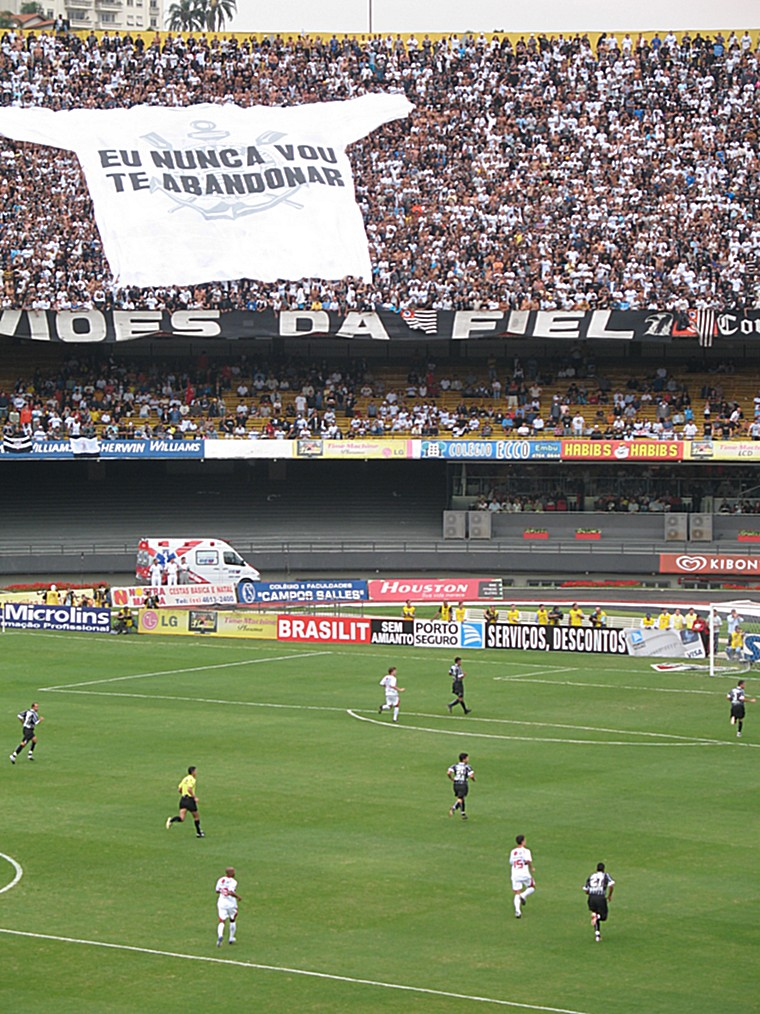
Derbi a Morumbi entre São Paulo i Corinthians el 2008.
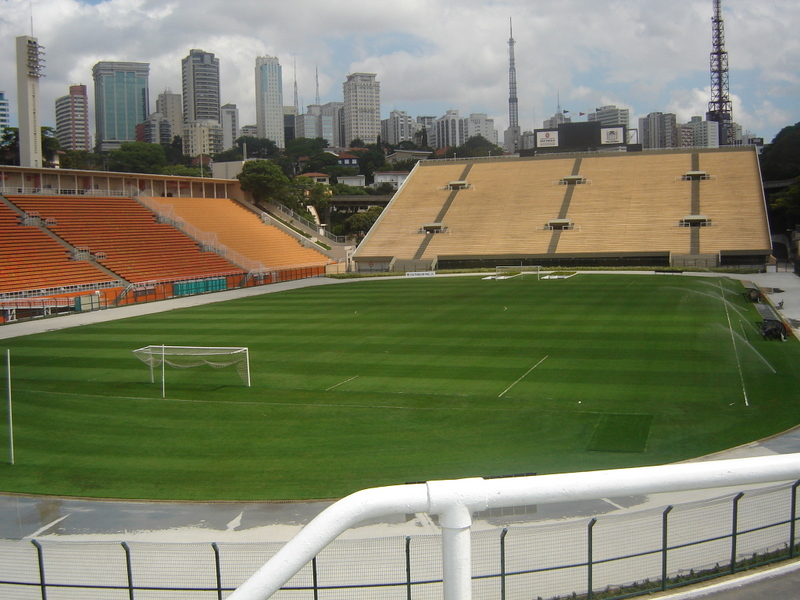
Estadi Municipal Paulo Machado de Carvalho (interior).
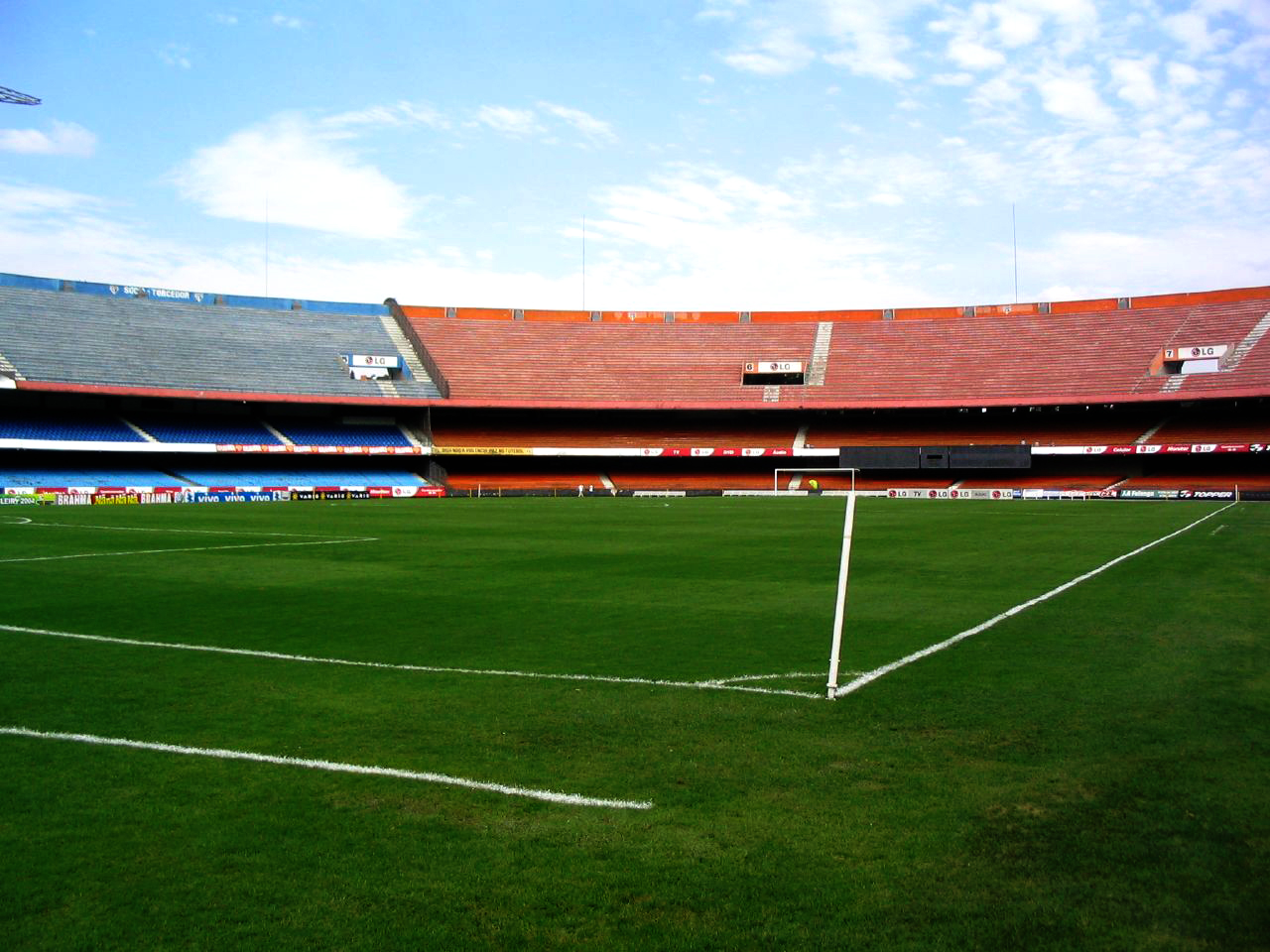
Estadi Cícero Pompeu de Toledo (interior).
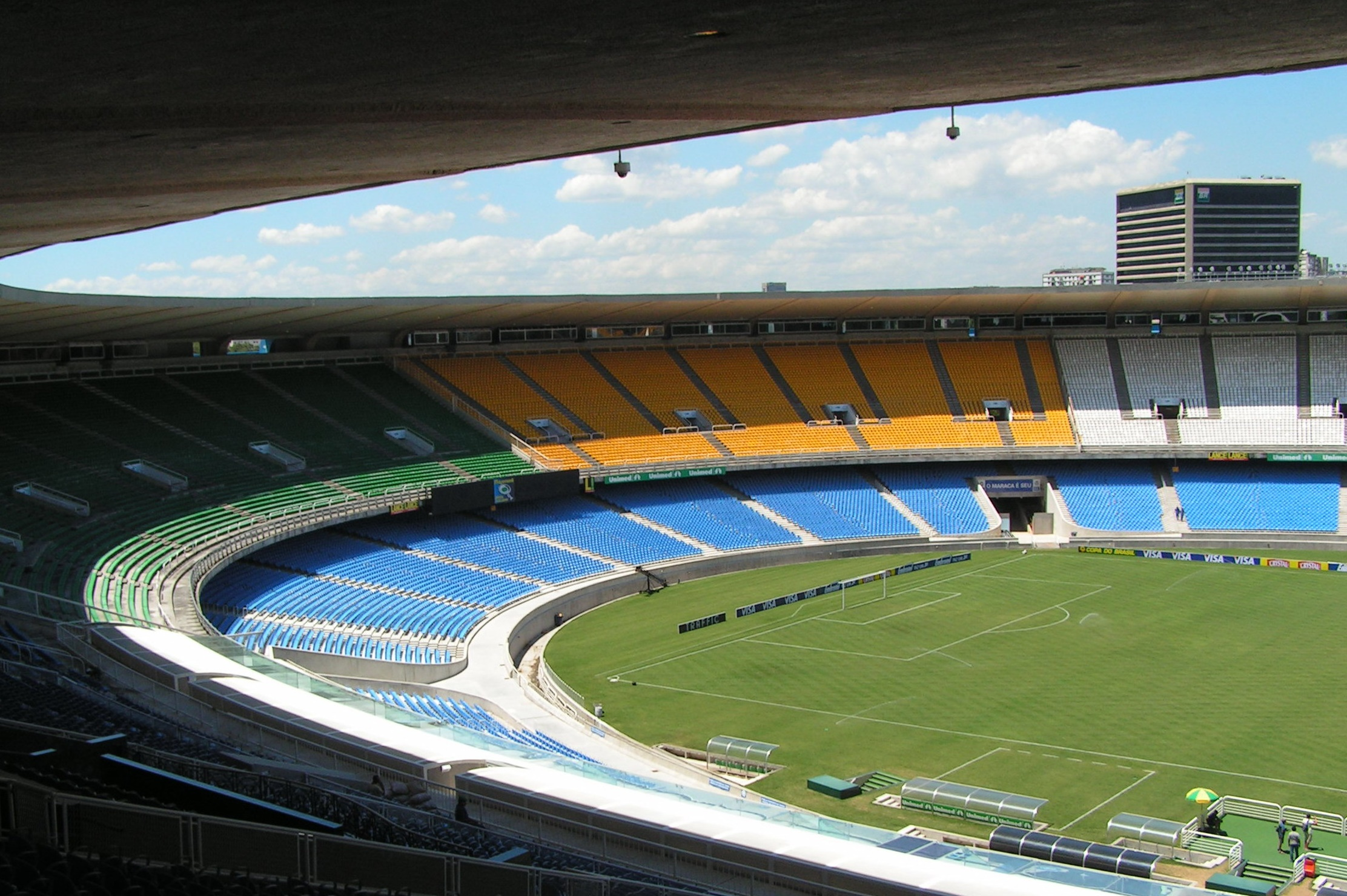
Estadi Jornalista Mário Filho (interior).
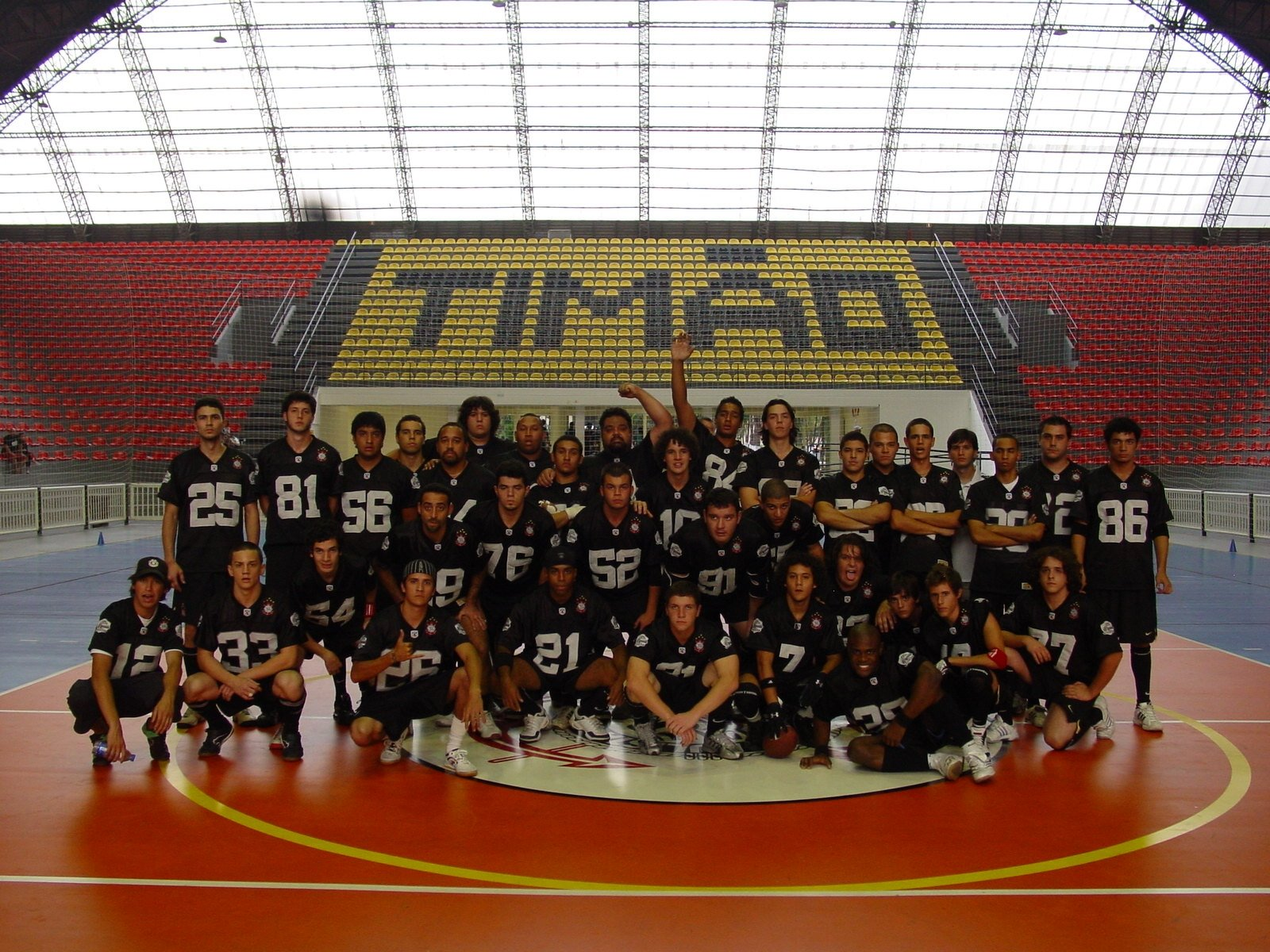
Equip de futbol americà Corinthians Streamrollers.
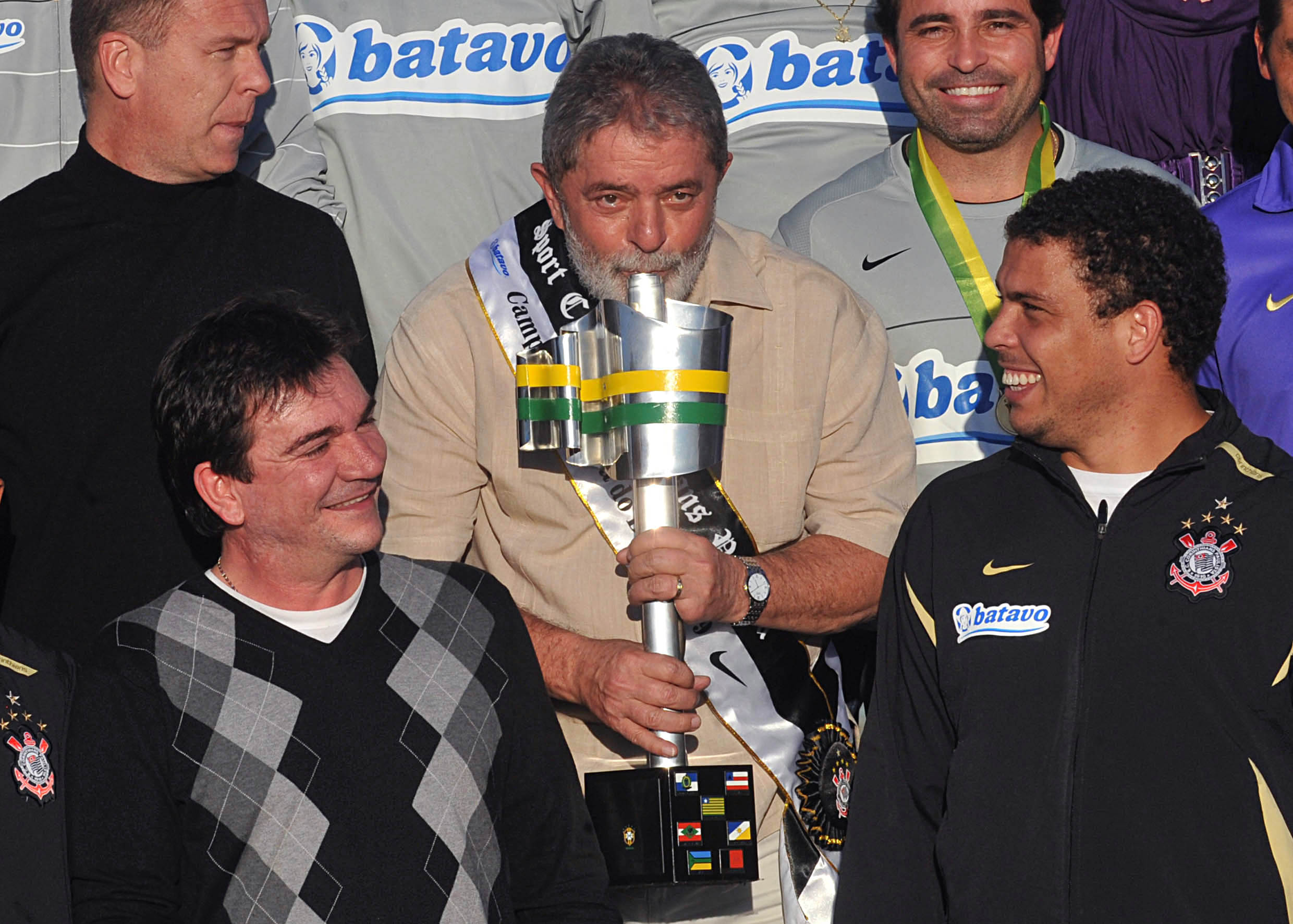
El president Lula rep l'equip campió del 2009.